# Parendacustes cavicola
Parendacustes cavicola är en insektsart som beskrevs av Lucien Chopard 1924. Parendacustes cavicola ingår i släktet Parendacustes och familjen syrsor. Inga underarter finns listade i Catalogue of Life.